# 광주학생교육문화회관

## 연혁
- 1997년 03. 03 교육문화시설 설립 계획 수립
- 1997년 03. 18 설립추진자문위원회 구성
- 1998년 04. 02 가칭 광주학생교육문화회관 설립(안) 교육위원회 의결
- 1998년 12. 11 신축공사 착공
- 2001년 04. 30 광주학생교육문화회관 준공
- 2001년 05. 12 광주학생교육문화회관 신설 및 부설송정도서관 설치(광주광역시교육청행정기구설치조례)
- 2001년 07. 01 초대 신복수 관장 취임
- 2001년 08. 07 위탁기관 선정(사단법인 무등청소년회)
- 2001년 09. 03 광주학생교육문화회관 개관
- 2002년 07. 01 제2대 김세빈 관장 취임
- 2002년 12. 02 부설송정도서관의 분리·독립 (광주광역시교육청행정기구설치조례)
- 2004년 07. 01 제3대 이근모 관장 취임
- 2007년 01. 01 제4대 고화석 관장 취임
- 2009년 01. 01 제5대 유옥진 관장 취임
- 2009년 09. 10 어린이 영어도서관 개관
- 2009년 11. 30 광주학생교육문화회관 예술영재교육원 개원
- 2011년 01. 01 제6대 이문옥 관장 취임
- 2011년 07. 01 제7대 최화룡 관장 취임
- 2012년 07. 01 조직개편 (문헌정보과 신설)
- 2013년 01. 01 제8대 정공섭 관장 취임

## 이용 안내
이용 시간
휴관일
- 매월 둘째, 넷째 월요일
- 일요일을 제외한 관공서의 공휴일(일요일과 관공서 공휴일이 겹치면 휴관)
- 개관기념일(9월 3일)